# معادلة التحويلة
1،3-ثنائي كلورو بروبين (بالإنجليزية: 1,3-Dichloropropene)‏، هو مركب كيميائي صيغته C3H4Cl2، يُستخدم كمبيد للحشرات ويذوب في الماء ويتبخر بسهولة. بسبب ارتفاع معدل تبخرها وتطايرها فمن المؤكد أن جزءً كبيراً من الكميات المستعملة تجد طريقها إلى الجو خلال التبخير وتتفاعل مع الأوزون والهيدروكسيل. ويُباع تحت أسماء تجارية متنوعة.

## المخاطر
يحتمل بعض الأطباء وجود مُسرطنات في هذه المادة على البشر رغم عدم الوصول إلى حقيقة مؤكدة بشأن هذا الأمر حتى الآن، وقد تأكد وجود مواد مسرطنة تصيب الحيوانات. بينما وصفت وزارة الصحة والخدمات البشرية الأمريكية ووكالة حماية البيئة الأمريكية مركب 1،3-ثنائي كلورو بروبين بأنه مادة مسرطنة.

## الاستخدام
يُستخدم كمبيد للآفات في المحاصيل التالية:
| المحصول        | باوند      | المبيدات الأولية |
| -------------- | ---------- | ---------------- |
| التبغ          | 12,114,887 | نعم              |
| البطاطا        | 12,044,736 | نعم              |
| قصب السكر      | 5,799,613  | نعم              |
| القطن          | 3,735,543  | نعم              |
| الفول السوداني | 3,463,003  | نعم              |
| البطاطا الحلوة | 1,210,872  | نعم              |
| البصل          | 674,183    | نعم              |
| الجزر          | 531,752    | نعم              |
| البطيخ الأحمر  | 133,801    | لا               |
| الشمام         | 121,395    | لا               |
| الخيار         | 76,735     | لا               |
| الفراولة       | 71,753     | لا               |
| الفلفل الحلو   | 28,247     | لا               |
| البطيخ الأحمر  | 12,471     | لا               |
| التوت الأزرق   | 3,090      | لا               |
| الهليون        | 1,105      | لا               |